# Rutiodon
Rutiodon é um gênero extinto de arcossauro pertencente à família Phytosauridae. Ele viveu durante o período Triássico, e tinha de 3 a 8 metros de comprimento. O animal é conhecido a partir de fósseis na Europa (Alemanha e Suíça), bem como na América do Norte (Arizona, Novo México, Carolina do Norte, Texas).
Como outro phytossauros, Rutiodon se parecia muito com um crocodilo, mas suas narinas eram posicionadas bem mais para trás, perto dos olhos, em vez de na ponta do focinho. Ele tinha os dentes dianteiros alargados e um focinho estreito, à maneira de um gavial moderno. Isto sugere que ele provavelmente caçava peixes e também poderia apanhar animais terrestres nas margens. Também como os crocodilos modernos, suas costas, flancos e cauda eram cobertos por placas ósseas blindadas.